# Auriscalpium vulgare
Hydne cure-oreilles
Espèce
Auriscalpium vulgare, l'Hydne cure-oreilles, est une espèce de champignons basidiomycètes de la famille des Auriscalpiacées. Cette petite Hydne recouverte de velours brun-roux et au pied décentré apprécie les cônes de pin sur l'ensemble de l'écozone holarctique. 

## Taxonomie
Il a été décrit pour la première fois en 1753 par Carl Linnaeus, qui l'a inclus dans le genre Hydnum, puis en 1821, le mycologue britannique Samuel Frederick Gray a identifié ses particularités et en a fait l'espèce-type du genre Auriscalpium qu'il a créé. 

### Synonymie
- Pleurodon auriscalpium (L.) P. Karst.[2],[3]
- Scutiger auriscalpium (L.) Paulet[2],[3]
- Hydnum auriscalpium var. bicolor Alb. & Schwein.[2]
- Hydnum auriscalpium var. spadiceum Alb. & Schwein.[2]
- Leptodon auriscalpium (L.) Quél.[2],[3]
- Pleurodon fechtneri (Velen.) Cejp[2]
- Auriscalpium fechtneri (Velen.) Nikol.[2]
- Auriscalpium auriscalpium (L.) Kuntze[2]
- Hydnum fechtneri Velen.[2]
- Hydnum atrotomentosum Schwalb[2]
- Hydnum auriscalpium L.[2],[3]

## Description
Le sporophore de l'Hydne cure-oreilles présente un petit chapeau en forme de cuillère, couvert d'un velours brun-roux tirant parfois sur le jaune qui mesure de 5 à 20 mm de diamètre. Sous le chapeau se trouve une couronne de minuscules aiguillons coniques serrés les uns contre les autres et atteignant jusqu'à 3 mm ; ils sont au début rose-violacé ou blanchâtre avant de devenir brun en vieillissant. Le pied, mesurant de 20 à 60 mm de haut pour de 1 à 3 mm de diamètre, est brun et velouté comme le chapeau, toujours décentré par rapport à lui. L'odeur de ses aiguillons et le goût de sa chair, coriace et blanchâtre, ne présentent pas de particularités. Cette espèce produit des spores blanches grossièrement sphériques, finement verruqueuses et mesurant de 4,6 à 5,5 μm de long pour 4 à 5 μm de large,.

Auriscalpium vulgare, l'Hydne cure-oreille
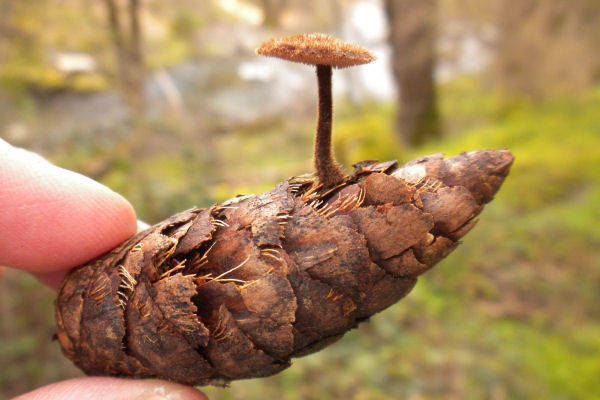
Rivière Trinity, Californie, États-Unis
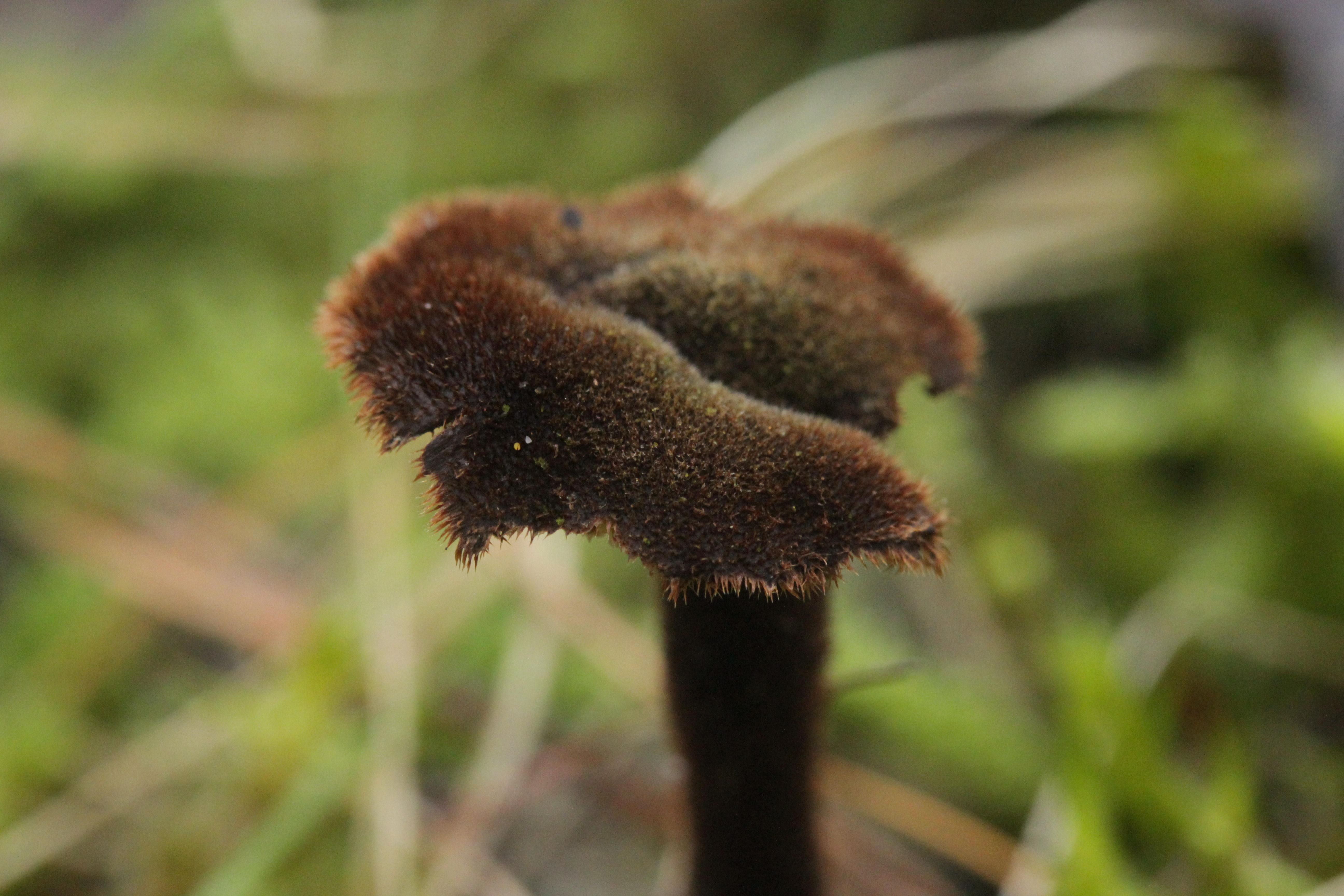
Velours du chapeau
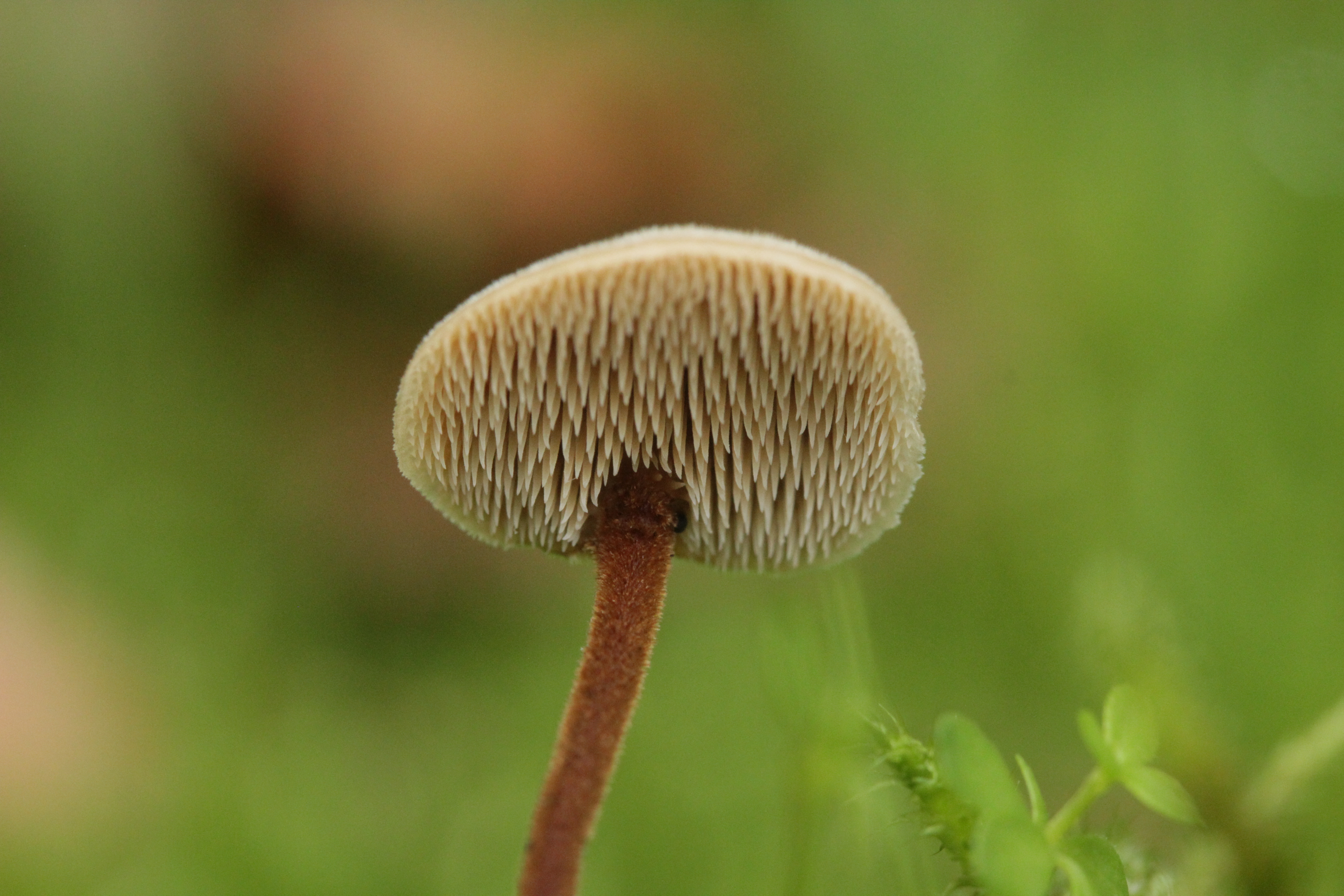
Hymenium
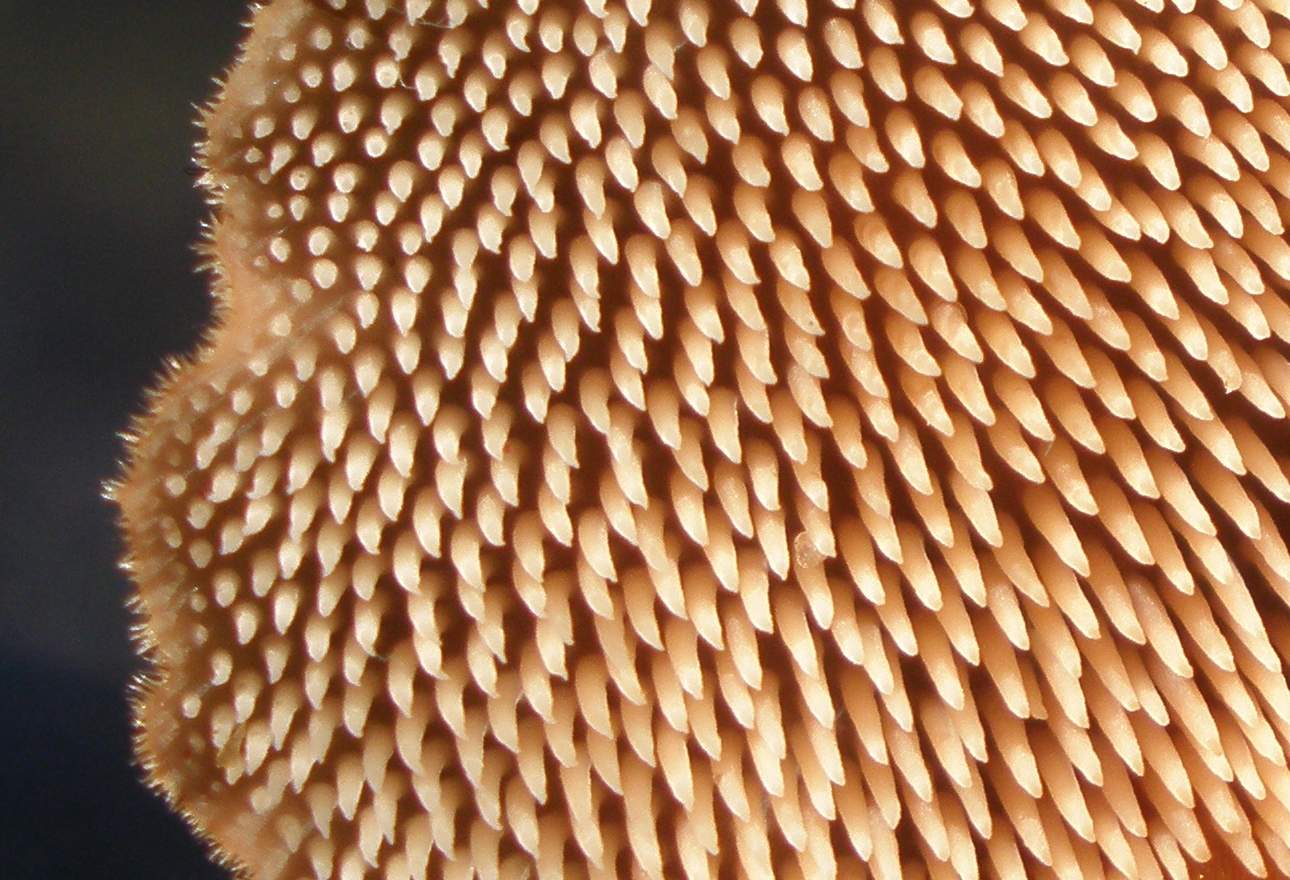
Aiguillons

## Distribution et écologie
Auriscalpium vulgare est largement distribué en Europe, Amérique centrale, Amérique du Nord et Asie tempérée. Quoique commun, sa petite taille et ses couleurs indéfinissables le rendent difficilement visible dans les bois de pins où il se développe. 

## Biologie
Auriscalpium vulgare se développe typiquement dans la litière sur les cônes de pins et plus rarement d'autres conifères qui peuvent être partiellement ou complètement enterrés dans le sol,. Les scientifiques ont étudié en détail le processus de la division cellulaire et l'ultrastructure de ses hyphes en utilisant la microscopie électronique. Le mycélium de A. vulgare peut être cultivé en culture pure sur boîte de Petri et peut être transplanté pour produire des pieds dans des conditions appropriées.

## Comestibilité
L'Hydne cure-oreilles est généralement considéré comme non comestible en raison de sa texture coriace. Cependant, la littérature ancienne mentionne qu'il était consommé en France et en Italie.